# Christiansted
 (janvier 2025).
Si vous disposez d'ouvrages ou d'articles de référence ou si vous connaissez des sites web de qualité traitant du thème abordé ici, merci de compléter l'article en donnant les références utiles à sa vérifiabilité et en les liant à la section « Notes et références ».
Christiansted est la deuxième plus grande ville des îles Vierges des États-Unis, après Charlotte Amalie.
Située sur l'île Sainte-Croix, elle fut autrefois la capitale des Indes occidentales danoises.
La ville fut d'ailleurs nommée en l'honneur de Christian VI de Danemark, roi du Danemark.

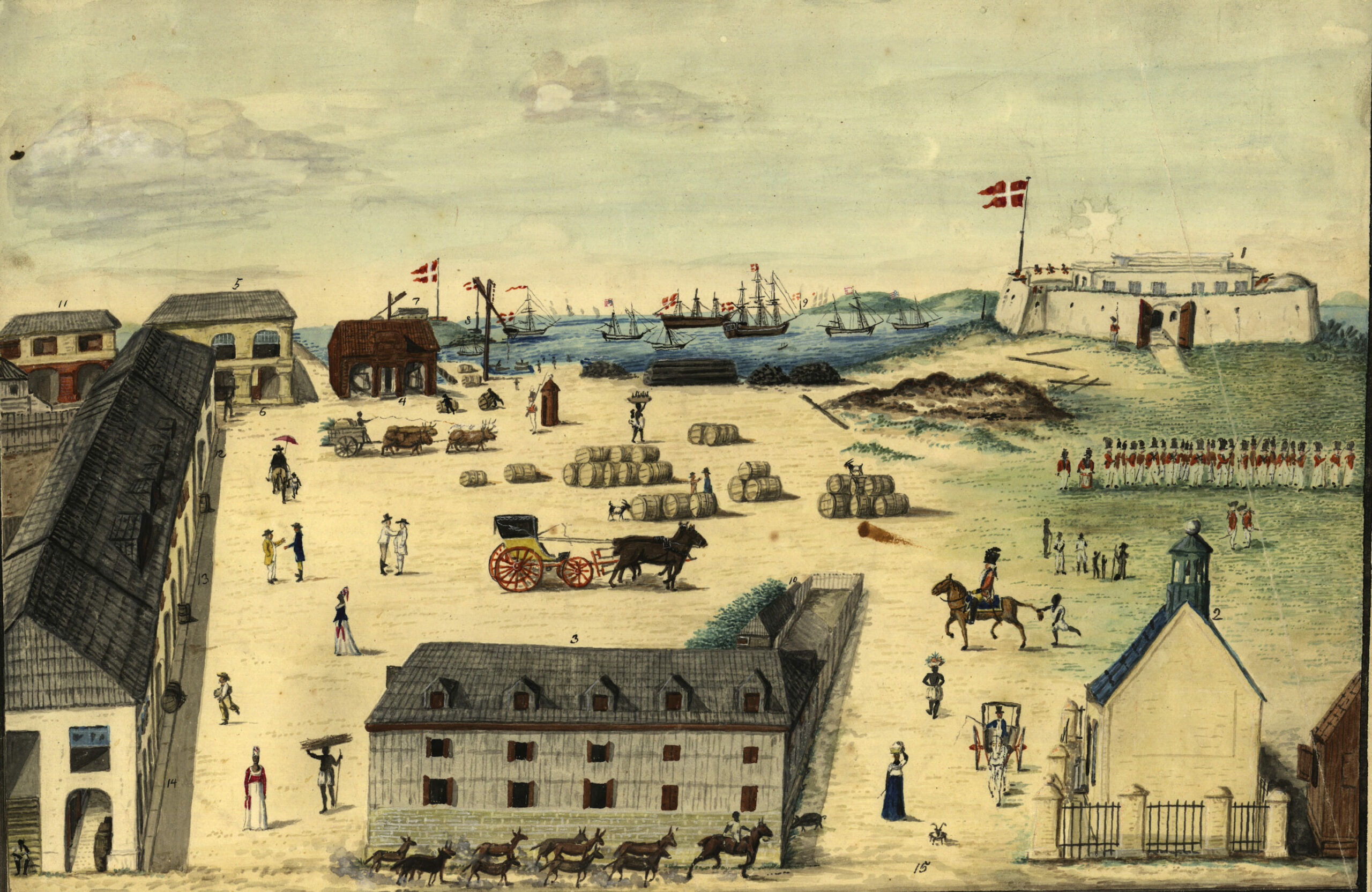
La place du port de Christiansted vers 1815.

## Personnalité(s) liée(s)
- Judah Benjamin, politicien des États confédérés d'Amérique
- Alexander Hamilton, homme politique américain, y vécut en 1765
- Victor Borge, pianiste américano-danois
- Audre Lorde, femme de lettres et poète américaine
- Carolyn Carter, actrice et mannequin
- Mary Thomas, femme révolutionnaire
- Tim Duncan, basketteur
- Helmut Niedermayr, pilote automobile

## Patrimoine civil
- Le Musée de la pharmacie qui conserve des objets pharmaceutiques dont les plus anciens remontent à sa fondation en 1820.
- Le Fort Christiansvaern, construit pour défendre l'île de Sainte-Croix face aux envahisseurs étrangers, aux corsaires et aux pirates[2].
- L'Hôtel du Gouvernement, dont le premier bâtiment remonte à 1747.
- Le Site historique national de Christiansted, inscrit au Registre national des lieux historiques depuis 1966, comprend six bâtiments majeurs et englobe en son sein le Quartier historique de Christiansted qui, lui, regroupe près de 253 bâtiments et est inscrit au Registre national des lieux historiques depuis 1976.
- Le Steeple Building, ancienne église luthérienne, reconverti en musée consacré aux Indiens Taïnos et aux plantations de canne à sucre.
- Le Bâtiment des douanes, construit entre 1840 et 1842 pour le paiement des taxes des marchands.
- Le Poste de pesage, construit en 1856 et chargé de peser les importations et les exportations, notamment la canne à sucre.
- L'Entrepôt de la Compagnie danoise des Indes occidentales et de Guinée, construit en 1750 pour être le centre commercial des Antilles danoises.
- Le Domaine de Coakley Bay, ancienne plantation de canne à sucre, construit au début du XIXe siècle, comprend plusieurs bâtiments et des ruines.

## Patrimoine religieux
- L'église morave Friedensthal, construite au XVIIIe siècle.
- L'église morave Friedensfeld, construite en 1854
- L'église de la Sainte-Croix, construite en 1755.
- L'église Notre-Seigneur-des-Armées, construite en 1734.
- L'église Saint-Jean, construite entre 1849 et 1858.